# 질투 (드라마)
《질투》는 1992년 6월 1일부터 1992년 7월 21일까지 방영된 문화방송 월화 미니시리즈로, 트렌디 드라마라는 장르를 개척한 작품이다.

## 트리비아
오래되고 진부한 질문인 ‘남녀 친구 사이에 과연 사랑은 가능한가’라는 소재로 하여 젊은이들의 풋풋한 사랑과 우정을 그리면서, 세 남녀의 얽히고설킨 관계 속에서 서서히 사랑을 확인해가는 친구가 연인으로 발전해 가는 이야기를 설득력 있게 그려 시청자의 더이상 질투 하기 싫으니깐 더 이상 질투 하기 싫니깐 사랑을 많이 받았다.

## 등장 인물

### 주요 인물
- 최수종(이영호)
- 최진실(유하경)
  - 아역 : 이의정 - 여행사
- 이응경(한영애) : 피잣집 운영

### 주변 인물
- 김혜리(배채리) : 하경 친구
- 김창숙(정성희 작가) : 하경 어머니, 소설가, 텔레비전 드라마 작가
- 이효정(민상훈) : 변호사, 하경의 학생 때 과외 교사
- 김주영(박성조) : 텔레비전 드라마 제작국 PD
- 이미경(김수원) : 임시 교사, 영애네 피자 가게 직원, 영애의 친한 언니
- 맹상훈(남우제) : 영애네 피자 가게 주방장
- 정명현(정동식) : 영애네 피자 가게 직원
- 김상순(김천만) : 김 국장, 서울 매일 경인 신문사 편집국 국장, 토마스 여행사 관광홍보실장 김영식의 사촌 종형
- 전운(이수성) : 이 전무, 토마스 여행사 전임이사
- 박상조(김영식) : 김 실장, 토마스 여행사 관광홍보실 실장, 서울 매일 경인 신문사 편집국장 김천만의 사촌 동생
- 김기현(방석환) : 방 부장, 토마스 여행사 부장
- 김성겸(김병학 변호사) : 김 변호사, 채리 외삼촌, 김덕태 아버지
- 강미(오금란) : 김병학 변호사의 처, 채리 외숙모, 김덕태 어머니
- 최상훈(최태식 법무사) : 채리의 이모부, 김덕태의 고모부
- 서영애(김준희) : 채리 이모, 김덕태 고모
- 원유재(최용국) : 최태식과 김준희의 아들, 김병학 변호사의 생질
- 김동수(김덕태) : 김병학 변호사 아들, 채리 외종사촌 남동생, 전문대학 중퇴생, 군 입대 직전 영애네 피자 가게 손님[2]
- 이종구(오백광) : 광백 비디오 대여점 점주. 오동추의 5촌 종숙부.
- 윤철형(윤재희) : 영호 친구
- 임정하(조성수) : 변리사, 명을원 부부 사위, 명희주 남편, 조현도 아버지
- 김용선(명희주) : 명을원 부부 친딸, 조성수 아내, 조현도 모
- 조현철(조현도) : 조성수 부부 아들
- 최병학(명을원) : 조성수 장인, 명희주 친정아버지, 조현도 외할아버지
- 최은숙(구일숙) : 조성수의 장모, 명희주 친정어머니, 조현도 외할머니
- 강현종(오동추) : 삼거리 신문 배달원 소년. 오백광의 5촌 조카.
- 신국(국병표) : 삼거리 신문 보급소 소장

### 그 외
- 박태호(이태호 차장) :  이 차장, 서울 매일 경인 신문사 문화부 차장
- 김환교(이교철 기자) :  이 기자, 서울 매일 경인 신문사 문화부 기자
- 김관식(성득홍 차장):  성 차장, 서울 매일 경인 신문사 경제부 차장
- 송영웅(송일춘 과장):  송 과장, 서울 매일 경인 신문사 경제부 보도과 과장
- 김양욱(양승욱 기자) :  양 기자, 서울 매일 경인 신문사 경제부 기자
- 김응석(홍은창 기자) :  홍 기자, 서울 매일 경인 신문사 경인교육행정부 기자
- 최재호(최국원 과장) :  최 과장, 서울 매일 경인 신문사 경인시도행정부 보도과 과장
- 김세준(신영준 기자) :  신 기자, 서울 매일 경인 신문사 경인시도행정부 기자
- 황덕재(구석찬 기자) :  구 기자, 서울 매일 경인 신문사 경인지역사회부 기자
- 정상철(정섭기 대표) : 정 대표, 우성프렌차이즈 대표이사
- 박영지(박낙술 이사장) :  박 이사, 우성프렌차이즈 이사장
- 홍성선(박성철):  미스터 박, 멕시칸 바 바텐더
- 김영석(송영일 교사) :  김병학 변호사 아들 김덕태의 초등학교 6학년 시절 은사이며 영애네 피자가게 손님
- 김홍석(양주원) :  양 선배, 영호 직장 선배
- 박형준, 곽진영 : 토마스 여행사 직원
- 김길호, 김웅철, 신귀식, 정명환 : 토마스 여행사 고객
- 김은영, 이명숙, 김윤정 : 문화교실 회원
- 구장서, 정태섭, 채유미, 김현숙, 성유진, 홍승이, 김선동, 김현남, 이병식, 황윤걸, 오세준, 이정은 : 제주도 제주 및 북제주 지역에서부터 김포공항으로까지 서울 관광 온 제주도 관광객 손님들.

### 우정 출연
- 이범학 : 공연장 출연 초대 가수 역

### 특별 출연
- 靑木隆直(아오키 타카나오) : 일본 도쿄에서 온 관광객
- 西鶴眞司(사이츠루 신지) : 일본에서 온 일본 도쿄 잡지(신케이 자나루)의 취재보도과 과장

## 제작진
- 촬영 : 이충국
- 조명 : 정병권
- 작곡 : 최경식
- 음악 : 정용국
- 주제가 노래 : 유승범
- 미술감독 : 윤상준
- 무대디자인 : 성철중
- 기술감독 : 권대택
- 편집 : 황금봉
- 조연출 : 김윤철
- 타이틀제작 : 연합광고

## 수상
- 1992년 MBC 연기대상 여자 최우수상 최진실
- 1992년 MBC 연기대상 남자 최우수상 최수종

## 촬영 장소
- 하경과 어머니가 살던 집 : 구기동 현대빌라
- 영호가 하경이가 자주 갔던 세븐일레븐 : 현재 홍대 앞 롯데리아 건물

## 참고 사항
- 채시라가 캐스팅 물망에 올랐으나 대학원 시험으로 인해 고사했다.[3]
- 젊은이들 사이에서 선풍적인 인기를 끌었으나 여러 차례의 시비가 있기도 했다.[4]
- <MBC 드라마 걸작선>의 첫 작품으로 1997년 7월 20일 시작됐지만[5] 8회 만에 막을 내렸다.
- 2019년 2월 18일 새로 개국한 MBC ON에서 HD급 화질로 리마스터링되어 방송 중이다.